# (14809) 1981 ES28
A (14809) 1981 ES28 a Naprendszer kisbolygóövében található aszteroida. Schelte J. Bus fedezte fel 1981. március 6-án.